# Epione exaridaria
Epione exaridaria là một loài bướm đêm trong họ Geometridae.